# Arisa Matsubara
Arisa Matsubara (松原 有沙?, Matsubara Arisa; Otaru, 1º maggio 1995) è una calciatrice giapponese, centrocampista del Nojima Stella Kanagawa S..

## Carriera

### Club
Dopo essersi laureata all'Università di Waseda, con cui ha giocato nelle giovanili di calcio, si è trasferita al Nojima Stella Kanagawa S., club di Nadeshiko League Division 1.

### Nazionale
Vanta quattro presenze e una rete con la nazionale giapponese, con cui vinse il campionato femminile dell'Asia orientale disputato in Corea del Sud.

## Palmarès

### Nazionale
- Campionato femminile dell'Asia orientale: 1

2019